# Pierre-Guillaume-Frédéric Le Play
Pierre-Guillaume-Frédéric Le Play (La Rivière-Saint-Sauveur, 11 de abril de 1806 – Paris, 5 de abril de 1882) foi um engenheiro de minas e professor de metalurgia francês, que se tornou mais tarde investigador independente, tendo contribuído largamente para o desenvolvimento empírico de uma sociologia em formação.
Foi conselheiro de Estado em 1855 e senador de 1867 a 1870. Foi também organizador das Exposições Universais de Paris (1855 e 1867) e da Exposição Universal de Londres (1862).
Era doutrinador do catolicismo social, principalmente através revista La Science Sociale, e politicamente conservador. Seus estudos enfermam de algum preconceito.
Defende a necessidade de uma reforma social contra doutrina da lei natural e individualismo. Privilegia a intervenção do grupo familiar e uma reforma moral.
Fala numa constituição essencial, que se forma nas relações de sangue (família), de sociabilidade (comuna) e de interesses (profissão).
Considera igualmente a necessidade da restauração de uma autoridade paternal, tanto na família como nas fábricas. Privilegia a família como a molécula primordial das sociedades, como a entidade intermediária entre o indivíduo e a sociedade.
Da sua obra destaca-se Les ouvriers Européens (1855), produto das extensas viagens que realizou pela Europa, onde de forma pioneira reúne dados e apresenta entrevistas acerca da vida familiar e da economia doméstica dos operários europeus.
Teve uma grande influência no desenvolvimento da sociologia aplicada devido às metodologias que propôs, considerando a família e o orçamento familiar fundamentais para estudar as condições sociais da sociedade em que estas se encontravam:
A família porque a considerava como base de uma estrutura social, pois seria ao suporte indispensável de um indivíduo e o meio onde as crianças se socializam e se estabelecem as relações sociais fundamentais.
Através do orçamento familiar poder-se-ia estudar, através do rendimento e da despesa toda a vida da família, especialmente no que toca aos seus hábitos de consumo. A partir do rendimento social, segundo Le Play, seria possível estudar aspectos como a inserção social da família, conseguindo daqui chegar ao entendimento das sociedades mais vastas.
Consciente da degradação das condições de vida das camadas populares como consequência da inexistência das solidariedades tradicionais em espaço urbano. Na sua opinião, a sociedade caminhava para um tipo de família "instável" como resultado da industrialização e da urbanização crescentes e da inserção das mulheres no mercado de trabalho.
Nesse sentido Le Play defende medidas para reforçar a instituição família para apoiar o indivíduo.
Le Play considerando que estes também teriam obrigações de caráter social para a melhoria das condições de vida, chamou a atenção das entidades empregadoras para que o seu contributo para o bem-estar social não terminasse no pagamento do salário aos seus empregados.
As respectivas teses são introduzidas em Portugal pelo ensino de Marnoco e Sousa, de quem António de Oliveira Salazar é assistente. Aliás, é este último que, baseado na doutrina da escola de Le Play, misturando-a com o socialismo catedrático, cria, pela primeira vez, um efectivo sistema de segurança social, bem como um modelo global de protecção laboral e de previdência social.
Entre os seus discípulos Paul Descamps e Léon Poinsard, que se dedicam a estudos sobre Portugal.